# Gornji Mosti
Gornji Mosti falu Horvátországban Belovár-Bilogora megyében. Közigazgatásilag Kapelához tartozik.

## Fekvése
Belovártól légvonalban 19, közúton 23 km-re, községközpontjától légvonalban 9, közúton 11 km-re északra, a Bilo-hegység területén, Srednji Mostitól nyugatra, a Komarnica-patak partján fekszik.

## Története
A falu a török kiűzése után a 17. században keletkezett, amikor a kihalt vidékre keresztény lakosságot telepítettek be. 1774-ben az első katonai felmérés térképén „Dorf Gorni Moszti” néven szerepel. A település katonai közigazgatás idején a szentgyörgyi ezredhez tartozott. Lipszky János 1808-ban Budán kiadott repertóriumában „Moszti (Gornyi-)” néven szerepel.  
Nagy Lajos 1829-ben kiadott művében „Moszti (Gorni)” néven 30 házzal és 164 katolikus lakossal szerepel.
A katonai közigazgatás megszüntetése után Magyar Királyságon belül Horvátország részeként, Belovár-Kőrös vármegye Belovári járásának része volt. A településnek 1857-ben 190, 1910-ben 329 lakosa volt. Az 1910-es népszámlálás szerint teljes lakossága horvát anyanyelvű volt. 1918-ban az új szerb-horvát-szlovén állam, majd később Jugoszlávia része lett. 1941 és 1945 között a németbarát Független Horvát Államhoz, majd a háború után a szocialista Jugoszláviához tartozott. 1941. április 10-én nagycsütörtökön, a Független Horvát Állam kikiáltása után a Verőcéről bevonuló II. jugoszláv lovasezred katonái 11 fegyvertelen horvát polgári személyt gyilkoltak meg a szomszédos Donji Mosti településen, de Gornji Mosti is súlyos károkat is szenvedett. A háború alatt a három településről Donji, Srednji és Gornji Mostiról összesen 71 lakos esett el, vagy gyilkoltak meg, köztük a plébánost Viktor Müller atyát is. A háború után a fiatalok elvándorlása miatt lakossága folyamatosan csökkent. 1991-től a független Horvátország része. 1991-ben lakosságának 97%-a horvát nemzetiségű volt. 2011-ben a településnek 78 lakosa volt.

## Lakossága
| Lakosság változása | Lakosság változása | Lakosság változása | Lakosság változása | Lakosság változása | Lakosság változása | Lakosság változása | Lakosság változása | Lakosság változása | Lakosság változása | Lakosság változása | Lakosság változása | Lakosság változása | Lakosság változása | Lakosság változása | Lakosság változása |
| ------------------ | ------------------ | ------------------ | ------------------ | ------------------ | ------------------ | ------------------ | ------------------ | ------------------ | ------------------ | ------------------ | ------------------ | ------------------ | ------------------ | ------------------ | ------------------ |
| 1857               | 1869               | 1880               | 1890               | 1900               | 1910               | 1921               | 1931               | 1948               | 1953               | 1961               | 1971               | 1981               | 1991               | 2001               | 2011               |
| 190                | 227                | 266                | 294                | 325                | 329                | 305                | 291                | 316                | 319                | 299                | 225                | 171                | 106                | 98                 | 78                 |

## Nevezetességei
A település központjában álló kápolnája.